# Montsuzain
Montsuzain é uma comuna francesa na região administrativa de Grande Leste, no departamento de Aube. Estende-se por uma área de 19,62 km². Em 2010 a comuna tinha 413 habitantes (densidade: 21 hab./km²).